# Evelyn Fix
Evelyn Fix (Duluth, 27 de enero de 1904 – California, 30 de diciembre de 1965) fue una matemática y estadística estadounidense. 

## Trayectoria
Nació en Minnesota y se licenció en Matemáticas en la Universidad de Minnesota en 1924. Un año después obtuvo un Master en Educación y se convirtió en maestra de secundaria. También obtuvo un Master en Matemáticas de la Universidad de Minnesota en 1933. Se doctoró en 1948 en la Universidad de California en Berkeley, y se unió a su facultad de estadística. Fue profesora ayudante en 1951 y en 1963 fue ascendida a profesora titular.
Durante la Segunda Guerra Mundial, Fix trabajó como asistente de investigación en el Departamento de Matemáticas de la Universidad de California en Berkeley, en proyectos realizados como parte del trabajo realizado para el "Panel de Matemáticas Aplicadas del Comité de Investigación de Defensa Nacional". Fue una de las dos mujeres que fueron las primeras profesoras ayudantes contratadas por el grupo de estadística dentro del Departamento de Matemáticas en 1951. Las estadísticas se convirtieron en un departamento separado en 1955.
En 1951, Fix y Joseph Hodges, Jr. publicaron su innovador trabajo "Discriminatory Analysis. Nonparametric Discrimination: Consistency Properties" (Análisis discriminatorio. Discriminación no paramétrica: Propiedades de Consistencia), que definió la regla del vecino más cercano, un método importante que se convertiría en una pieza clave de las tecnologías de aprendizaje automático, el algoritmo de los k vecinos más cercanos.
Fue miembro del Institute of Mathematical Statistics.

## Reconocimientos
En 1968, tres años después de la muerte de Fix, la Universidad de California en Berkeley creó un premio en su memoria, el Evelyn Fix Prize, que consiste en una medalla y una citación. Se otorga al estudiante de doctorado en el Campus de Berkeley más prometedor en la investigación estadística, con preferencia por las aplicaciones a la biología y los problemas de salud.